# Eugenia Gilbert
Eugenia Gilbert (East Orange, 18 novembre 1902 – Santa Monica, 9 dicembre 1978) è stata un'attrice statunitense.

## Filmografia parziale
- Isn't Love Cuckoo?, regia di Lloyd Bacon (1925)
- Perils of the Jungle, regia di Jack Nelson (1927)
- The Swell-Head, regia di Ralph Graves (1927)
- By Whose Hand?, regia di Walter Lang (1927)
- Melting Millions, regia di Spencer Gordon Bennet (1927)
- La bufera (After the Storm), regia di George B. Seitz (1928)